# Lista dos países do extremo oriente por PIB (PPC)

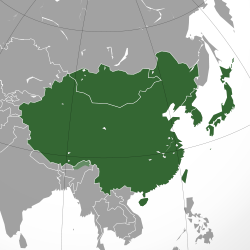
Países do extremo oriente

O extremo oriente, também é conhecido como Ásia oriental e possui como limite norte  a Sibéria, como limite leste o mar da China Oriental , mar da China Meridional, mar das Filipinas e oceano Pacífico.  Limite sul o subcontinente indiano e  a Indochina; e limite ocidental as ex-repúblicas soviéticas da Ásia central.
Esta é uma lista de países da Ásia oriental ordenado pelo tamanho de sua economia pelo Produto Interno Bruto em paridade de poder de compra (PPC) baseada nas páginas do World Economics Reaserch em 2025, Fundo Monetário Internacional em 2025 e banco da Coréia para a economia da Coreia do Norte em 2023.  A lista é ordenada pelo tamanho da economia de cada país.
A lista de População é baseada nas projeções da ONU para o ano de 2025 e foram obtidas na página da Worldometers.info.

## Lista de países e regiões administrativas especiais do extremo oriente
| Ranque | Países          | PIB em milhões de US (PPC) | PIB per capita em US (PPC) | População     | Área       | Ano  | Ref.  |
| ------ | --------------- | -------------------------- | -------------------------- | ------------- | ---------- | ---- | ----- |
| 1      | China           | 43 203 790                 | 30 509                     | 1 416 096 000 | 9 596 960  | 2025 | [ 2 ] |
| 2      | Japão           | 6 770 000                  | 54 995                     | 123 103 000   | 377 915    | 2025 | [ 3 ] |
| 3      | Coreia do Sul   | 3 390 000                  | 65 612                     | 51 667 000    | 100 432    | 2025 | [ 3 ] |
| 4      | Taiwan          | 1 930 000                  | 83 503                     | 23 113 000    | 35 980     | 2025 | [ 3 ] |
| 5      | Hong Kong       | 597 450                    | 80 780                     | 7 396 000     | 1 114      | 2025 | [ 3 ] |
| 6      | Macau           | 194 252                    | 140 250                    | 722 000       | 116        | 2025 | [ 4 ] |
| 7      | Mongólia        | 82 860                     | 23 560                     | 3 517 000     | 1 564 116  | 2025 | [ 2 ] |
| 8      | Coreia do Norte | 58 111                     | 2 187                      | 26 571 000    | 120 538    | 2023 | [ 5 ] |
|        | Ásia Oriental   | 56 226 463                 | 34 032                     | 1 652 185 000 | 11 797 171 |      |       |